# Nomonyx dominicus
A marreca-caucau (Nomonyx dominicus, sin.  Nomonyx dominia, Oxyura dominica, Oxyura dominicus), também conhecido como marreca-de-bico-roxo, marreca-rã, marreca-tururu, marrequinha ou marreco cã-cã entre outros, é uma marreca que ocorre do Texas até a Argentina e em grande parte do Brasil, podendo chegar a medir até 37 cm de comprimento. Os machos da espécie possuem a cabeça e o pescoço castanhos, uma máscara negra e o bico azul berrante. As fêmeas, por sua vez, são pardacentas com píleo negro e possuem duas faixas negras próximo aos olhos e bico anegrado. A taxonomia de Sibley-Ahlquist integrou a espécie ao gênero Oxyura.
Principalmente não migratórias, as marrecas-caucau são vagantes muito incomuns no extremo sul dos Estados Unidos, ao longo da fronteira mexicana e na Flórida. Em 2000, a população da espécie no Texas era de 3.800 pássaros. Em 1 de abril de 1962, foi gravada no Condado de Lowndes, Geórgia, onde foi fotografada por Alexander Wetmore.
Sendo a única membra do gênero Nomonyx, a marreca-caucau está entre a bastante primitiva marreca-de-cabeça-preta (Heteronetta) e os verdadeiros patos de cauda rígida apomórficos. É às vezes incluída com esta última no gênero Oxyura, mas aparentemente são agora as descendentes de um elo perdido na evolução de Oxyurini, tendo mudado muito pouco em milhões de anos.
Essas marrecas alimentam-se mergulhando e principalmente de sementes, raízes e folhas de plantas aquáticas, além de insetos aquáticos e crustáceos. Reproduzem-se em qualquer corpo de água doce com vegetação de brejo e cercada por uma densa cobertura de árvores, ocorrendo também em mangues. Costumam ser muito reservadas, mas não são raras e nem consideradas ameaçadas pela IUCN.